# Список ракетних випробувань Північної Кореї

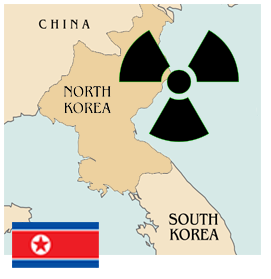

Північна Корея проводить численні випробування балістичних ракет. Зокрема, кілька ракет малої дальності було випущено в Японське море, що розцінюють як акт залякування.
Станом на 20 березня 2020, Північна Корея здійснила 147 випробувань стратегічних ракет з моменту свого першого такого випробування в 1984 році. 15 було здійснено за правління Кім Ір Сена і 16 за Кім Чен Іра. За Кім Чен Ина станом на грудень 2019 року було проведено 119 випробувань.

## Хронологія
| Дата               | Інформація |
| ------------------ | --- |
| 1976–81            | Північна Корея починає свою програму розробки ракет, використовуючи ракети Р-17 (Scud-B за класифікацією НАТО) з Радянського Союзу та стартовий майданчик з Єгипту. |
| 9 квітня 1984      | Перший випробувальний запуск ракети Scud-B. |
| 1988               | Оперативне розгортання ракет Scud-B і Scud-C. |
| травень 1990       | Перше випробування ракети Хвасон-7 (Родон-1). |
| 29 травня 1993     | Ракетні випробування Північної Кореї в 1993 — (29-30 травня 1993) — Хвасон-7 (Родон-1) |
| 31 серпня 1998     | Північна Корея запустила свою першу балістичну ракету, Unha-1, також відому як Taepodong-1, зі стартового майданчика Мусудан-рі в провінції Хамгьон-Північ. |
| 24 вересня 1999    | Північна Корея погодилася на мораторій на випробування ракет великої дальності. |
| 2002               | Північна Корея обіцяє продовжити мораторій на випробування ракет після 2003 року. |
| 2004               | Північна Корея підтверджує мораторій. |
| 2005               | Запуск ракети малої дальності в бік Японського моря. |
| 8 березня 2006     | Запуск двох ракет малої дальності по Японському морю. |
| 5 липня 2006       | Ракетні випробування Північної Кореї в 2006 — Taepodong-2 (невдалі). |
| 25 травня 2007     | Запуск ракет малої дальності. |
| 7 червня 2007      | Запуск ракет біля узбережжя. |
| 28 березня 2008    | Запуск трьох ракет «корабель-корабель». |
| 30 травня 2008     | Запуск трьох ракет малої дальності по західному узбережжю. |
| 5 квітня 2009      | Невдалий запуск супутника Кванмьонсон-2 на ракеті-носії Инха-2. |
| 2 липня 2009       | Ракетні випробування Північної Кореї в 2009. |
| 12 жовтня 2009     | Запуск п'ятьох ракет малої дальності. |
| 13 квітня 2012     | Невдалий запуск супутника Кванмьонсон-3 на ракеті-носії Инха-3. |
| 12 грудня 2012     | Вдалий запуск другого варіанту екземпляру Кванмьонсон-3 на триступеневій ракеті. |
| 15 березня 2013    | Запуск ракет малої дальності. |
| 18 травня 2013     | Північнокорейські ракетні випробування 2013 року (частина корейської кризи 2013 року). |
| 27 лютого 2014     | Запуск чотирьох ракети малої дальності. |
| 3 березня 2014     | Запуск двох ракет малої дальності. |
| 4 березня 2014     | Три залпи ракет по Японському морю. |
| 16 березня 2014    | Запуск десятьох ракет малої дальності по Японському морю. |
| березень 2014      | Ракетні випробування Північної Кореї в 2014, включаючи Nodong. |
| 9 травня 2015      | Північна Корея заявляє про запуск ракети з підводного човна. |
| 7 лютого 2016      | Успішний запуск супутника Кванмьонсон-4. |
| 9 квітня 2016      | Випробування двигуна міжконтинентальної балістичної ракети. |
| 24 серпня 2016     | Північна Корея стверджує, що випробувала ракету Pukkuksong-1, здатну вразити Сполучені Штати Америки. Ця ракета являє собою балістичну ракету підводного човна. |
| 15 жовтня 2016     | Невдалий запуск балістичної ракети. |
| 19 жовтня 2016     | Невдалий запуск ракети середньої дальності . |
| 11 лютого 2017     | Випробувальний запуск нової балістичної ракети середньої дальності Pukguksong-2 над Японським морем. |
| 06 березня 2017    | Запуск чотирьох балістичних ракет зі стартового майданчика Тончан-рі. Деякі з них пролетіли близько 1000 км, перш ніж впасти в Японське море. |
| 4 квітня 2017      | Випробувальний запуск балістичної ракети середньої дальності зі східного порту Сінпхо в Японське море. |
| 15 квітня 2017     | Випробувальний запуск з військово-морської бази в Сінпхо невпізнаної ракети наземного базування, яка вибухнула майже відразу після злету. |
| 28 квітня 2017     | Випробування невпізнаної ракети (припускають, що це була балістична ракета середньої дальності KN-17) з аеродрому Пукчанг. Ракета розвалилася на частини через кілька хвилин після старту. |
| 13 травня 2017     | Випробувальний запуск ракети Хвасон-12 з полігону в районі Кусона. Балістична ракета середньої дальності летіла 30 хвилин, досягла висоти понад 2111,5 км і пролетіла горизонтальну відстань 789 км, перш ніж впасти в Японське море. |
| 21 травня 2017     | Випробувальний запуск балістичної ракети середньої дальності Pukkuksong-2 з аеродрому Пукчанг, яка пройшла приблизно 500 км, перш ніж впасти в Японське море приблизно в 350 км від східного узбережжя. |
| 29 травня 2017     | Запуск балістичної ракети малої дальності в бік Японського моря. Ракета подолала 450 км |
| 8 червня 2017      | У бік Японського моря випущено кілька ракет, швидше за все протикорабельних. |
| 23 червня 2017     | Випробувано новий ракетний двигун, можливо, для міжконтинентальної балістичної ракети. Пізніше було висловлено припущення, що цей двигун призначався для другого ступеня ракети Хвасон-15, перший політ якої був здійснений пізніше того ж року. |
| 4 липня 2017       | Північна Корея випробувала свою першу міжконтинентальну балістичну ракету під назвою Хвасон-14. Ракета була запущена з авіазаводу Пангхйон за 8 км на південний схід від аеропорту Пангхйон і спрямована прямо вгору по високій траєкторії. Вона досягла висоти близько 2500 км і впала через 37 хвилин більш ніж за 930 км від місця запуску, у виключній економічній зоні Японії. |
| 28 липня 2017      | Запуск міжконтинентальної балістичної ракети з провінції Чаган на півночі країни о 23:41 за північнокорейським часом (15:41 GMT). Мешканці японського острова Хоккайдо бачили, як головна частина ракети увійшла в атмосферу та впала в океан. |
| 26 серпня 2017     | Випробувальний запуск трьох балістичних ракет малої дальності з провінції Канвон. Дві пролетіли приблизно 250 кілометрів у північно-східному напрямку, одна вибухнула одразу після запуску. |
| 29 серпня 2017     | О 6 ранку за місцевим часом Північна Корея запустила балістичну ракету над Північною Японією. Ракета Хвасон-12 подолала 2700 кілометрів і досягла максимальної висоти 550 кілометрів. Повідомляється, що перш ніж впасти в Тихий океан, вона розпалася на три частини; незрозуміло, чи була це роздільна боєголовка, або ж сталася якась несправність. |
| 15 вересня 2017    | Запуск балістичної ракети з аеродрому Сунан. Ракета досягла висоти 770 км і пролетіла відстань 3700 км за 17 хвилин, пройшовши над Хоккайдо, після чого впала в Тихий океан. |
| 28 листопада 2017  | Запуск міжконтинентальної балістичної ракети Хвасон-15 з району Пхьонсона о 13:30 за східним стандартним часом/3:00 за пхеньянським часом. Ракета летіла 50 хвилин і досягла висоти 4500 км. Ракета пролетіла 970 км на схід і впала в Японське море. На відміну від літніх запусків, цього разу японський уряд не розсилав своїм громадянам на мобільний телефон попередження про запуск. Потенційний радіус дії цієї ракети становить понад 13 000 км, що дозволило б їй досягти будь-якої точки континентальних Сполучених Штатів і Австралії. Вважається, що ракета розпалася під час повторного входу в атмосферу.                                                               |
| 4 травня 2019      | Північна Корея запустила кілька невпізнаних снарядів малої дальності з околиць Вонсана на східному узбережжі країни. Спочатку припускали, що це могла бути ракета «Іскандер» російського виробництва, яка може коригувати курс під час польоту. Пізніше ця ракета отримала позначення KN-23. |
| 9 травня 2019      | Запуск двох балістичних ракет малої дальності з району Сінорі в провінції Північний Пхьонган о 16:29 та 16:49 за місцевим часом. |
| 25 липня 2019      | Запуск двох балістичних ракет малої дальності, імовірно, нової конструкції. Продемонстрований максимальний радіус дії становить 690 км. |
| 31 липня 2019      | Запуск кількох балістичних ракет малої дальності. |
| 2 серпня 2019      | Запуск кількох балістичних ракет малої дальності о 2:59 і 3:23 за місцевим часом. |
| 24 серпня 2019     | Запуск двох балістичних ракет малої дальності з Сондока в провінції Південний Хамгьон. Обидві впали в Японське море. |
| 10 вересня 2019    | Північна Корея випустила два снаряди малої дальності з Кечхона незабаром після того, як запропонувала відновити переговори про денуклеаризацію з США. Обидва снаряди впали в море біля східного узбережжя. |
| 2 жовтня 2019      | Випробування нового типу БРПЧ у водах поблизу Вонсана. Збройні сили Республіки Корея заявили, що ця ракета, яка отримала назву Pukguksong-3, пролетіла приблизно 450 кілометрів і досягла максимальної висоти 910 кілометрів, що робить її балістичною ракетою середньої дальності. Вона впала в море біля префектури Сімане у виключній економічній зоні Японії. Північна Корея заявила, що випробування пройшли успішно. |
| 31 жовтня 2019     | Випробувальний запуск двох снарядів малої дальності із Сунчхона. Обидва пролетіли близько 370 км і досягли максимальної висоти 90 км, перш ніж впасти в Японське море. |
| 28 листопада 2019  | Випробування двох невпізнаних снарядів малої дальності. З території Росії було видно вихлоп ракети. |
| 2 березня 2020     | Випробувальний запуск двох невпізнаних снарядів зі сходу над морем з району Вонсана на східному узбережжі. Дальність польоту становила 240 кілометрів, висота — 35 кілометрів. |
| 25 березня 2021    | Почалися ракетні випробування Північної Кореї в 2021–2023. Випробувальний запуск двох модернізованих балістичних ракет малої дальності KN-23, які вразили імітовані цілі. |
| 11-12 вересня 2021 | За даними південнокорейського інфорагентства KCNA, 11 і 12 вересня 2021 року Північна Корея провела випробування нових крилатих ракет великої дальності. Ракети пролетіли 1500 кілометрів і успішно вразили імітовану ціль у північнокорейських водах. За даними цього інформаційного агентства, вони мали «стратегічну роль», що, за словами аналітика Анкіта Панди, є евфемізмом для ракети, здатної нести ядерні боєголовки. |
| 15 вересня 2021    | Запуск двох невпізнаних балістичних ракет у бік Японського моря. Міністерство оборони Японії заявило, що вони впали у виключній економічній зоні країни. Об’єднаний комітет начальників штабів Південної Кореї повідомив, що ракети були випущені з округу Яндок і пролетіли 800 км, досягнувши висоти 60 км. Пізніше Корейське центральне інформаційне агентство заявило, що ці ракети були частиною ракетної системи залізничного базування. |
| 28 вересня 2021    | За словами офіційних осіб Південної Кореї, Північна Корея випустила ракету малої дальності в бік Японського моря з провінції Чаганг. Японський уряд висловив підозру, що це була балістична ракета. Північнокорейська газета Rodong Sinmun заявила, що Північна Корея випробувала нову гіперзвукову ракету під назвою Хвасон-8. Державні ЗМІ заявили, що випробування пройшли успішно, а також назвали цю ракету «зброєю великого стратегічного значення». |
| 30 вересня 2021    | KCNA заявило, що Північна Корея успішно випробувала нову зенітну ракету. |
| 19 жовтня 2021     | Об'єднаний комітет начальників штабів Південної Кореї оголосив, що з Сінпхо о 10:17 була випущена балістична ракета. Газета «ЧунАн Ільбо» стверджує, що це була БРПЧ. Північнокорейська газета «Rodong Sinmun» повідомила про цей запуск 20 жовтня, стверджуючи, що це була нова БРПЧ, запущена з підводного човна класу Сінпхо. |
| 5 січня 2022       | Випробування гіперзвукової ракети. Північна Корея стверджує про «послідовні успіхи» під час тестових запусків. |
| 10 січня 2022      | Запуск балістичної ракети (ймовірно, Хвасон-8). Стверджується, що вона була обладнана гіперзвуковим плануючим бойовим блоком (hypersonic glide vehicle, HGV). Ракета влучила в імітовану ціль у Японському морі. За даними Об'єднаного комітету начальників штабів Південної Кореї (JCS), ракета досягла швидкості 10 Махів (12250 км/год). Ракета досягла дальності 700 км та максимальної висоти 60 км. NORAD і FAA також відреагували на цей запуск, затримавши літаки на західному узбережжі на 5-7 хвилин. FAA не повідомило жодних офіційних причин для цих затримок, але ймовірно, що до них вдалися, щоб NORAD могло спробувати перехопити ракету, якщо вона попрямує до США. |
| 15 січня 2022      | Північна Корея провела випробування двох ракет малої дальності KN-23 з двох окремих потягів, маючи на меті перевірити час реагування та стан готовності нового залізничного ракетного полку. Це було друге зареєстроване випробування ракети залізничного базування з моменту першого запуску 15 вересня 2021 року. Ракети влучили в імітовану ціль у Японському морі. Ракета досягла дальності 430 км, максимальної висоти 36 км і максимальної швидкості 6 Махів (7350 км/год). Державні ЗМІ Північної Кореї стверджували, що з огляду на успіх цих випробувань ракетні сили залізничного базування будуть розширені по всій країні.                                                |
| 25 січня 2022      | Випробувальний запуск двох крилатих ракет великої дальності до імітованій цілі на відстані 1800 км із середньою швидкістю 1,47 Маха (720 км/год) |
| 30 січня 2022      | Запуск балістичної ракети середньої дальності Хвасон-12. Вона досягла висоти 2000 км і дальності 800 км, впавши у виключну економічну зону Корейського півострова в Японському морі. Цей запуск став сьомим випробуванням за місяць і другим випробуванням БРСД після випробування в листопаді 2017 року. |
| 27 лютого 2022     | Відновлення тестувань після 28-денної перерви. Запуск в бік Японського моря балістичної ракети, що досягла висоти 600 км і дальності 300 км. |
| 5 березня 2022     | Випробувальний запуск міжконтинентальної балістичної ракетної системи Хвасон-17, хоча й зі зменшеними можливостями чи радіусом дії |
| 16 березня 2022    | Північна Корея намагалася випробувати снаряд, який імовірно був міжконтинентальною балістичною ракетою, повідомляє NHK з посиланням на джерело в Міністерстві оборони Японії. Ракета розпалася незабаром після старту. |
| 24 березня 2022    | Північна Корея здійснила перший успішний запуск міжконтинентальної балістичної ракети за останні чотири роки. МБР була запущена на відстань 1080 км і на висоту 6000 км, що свідчить про її здатність досягти всієї континентальної частини Сполучених Штатів. Північна Корея стверджувала, що ця ракета була новою Хвасон-17, але деякі аналітики вважають, що насправді це була менша МБР Хвасон-15 зразка 2017 року, і для такої дальності польоту вона була позбавлена будь-якого значного корисного навантаження. |
| 16 квітня 2022     | Випробувальний запуск двох тактичних снарядів малої дальності в напрямку східного узбережжя, які досягли висоти 24 км і дальності 112 км. |
| 4 травня 2022      | Запуск балістичної ракети в море за межами виключної економічної зони Японії. Ракета досягла висоти 800 км і відстані 500 км. |
| 7 травня 2022      | Запуск балістичної ракети малої дальності, ймовірно, з підводного човна. Ракета подолала 600 км, досягши висоти близько 60 км, і впала в Японське море. |
| 12 травня 2022     | За даними Південної Кореї, Північна Корея запустила три балістичні ракети малої дальності |
| 25 травня 2022     | За даними Південної Кореї, Північна Корея запустила міжконтинентальні балістичні ракети та дві інші невизначені ракети |
| 5 червня 2022      | Північна Корея запустила вісім балістичних ракет малої дальності. За даними Японії, як мінімум одна ракета мала змінну траєкторію. |
| 17 серпня 2022     | Повідомляється, що Північна Корея випустила дві крилаті ракети в море. Це було перше з січня випробування крилатих ракет. Випробування крилатих ракет, на відміну від випробувань балістичних, не заборонені санкціями ООН проти Північної Кореї. |
| 25 вересня 2022    | Збройні сили Південної Кореї заявили, що Північна Корея випустила балістичну ракету у своє східне море. Випробування відбулося незабаром після того, як до Південної Кореї прибув американський атомний авіаносець USS Ronald Reagan і зі своєю ударною групою для спільних військових навчань. |
| 28 вересня 2022    | Запуск двох ракет зі змінними траєкторіями. |
| 29 вересня 2022    | Запуск щонайменше однієї ракети |
| 1 жовтня 2022      | Запуск кількох балістичних ракет. |
| 4 жовтня 2022      | Північна Корея запустила балістичну ракету середньої дальності, яка пролетіла над Японією та впала у Японському морі. |
| 6 жовтня 2022      | Запуск двох балістичних ракет. |
| 9 жовтня 2022      | Запуск двох балістичних ракет. |
| 12 жовтня 2022     | Північна Корея випустила дві крилаті ракети великої дальності, кожна з яких пролетіла 2000 кілометрів, і, як повідомляється, вразила свої імітовані цілі. |
| 14 жовтня 2022     | Північна Корея запустила балістичну ракету малої дальності в бік своїх східних вод. |
| 28 жовтня 2022     | Повідомлялося, що Північна Корея запустила балістичну ракету біля свого східного узбережжя. |
| 2 листопада 2022   | Північна Корея випустила 23 ракети різних типів — найбільше за один день, — включно з балістичною, яка впала в міжнародних водах за 167 кілометрів від острова південнокорейського Уллиндо (на острові було оголошено повітряну тривогу). |
| 3 листопада 2022   | 3апуск трьох балістичних ракет — одну дальньої дії та дві малої — біля свого східного узбережжя. Одна з ракет пролетіла поблизу Японії. |
| 5 листопада 2022   | Північна Корея випустила чотири балістичні ракети малої дальності в своє західне море. Південнокорейські військові заявили, що ракети пролетіли близько 130 км на висоті близько 20 км |
| 8 листопада 2022   | Північна Корея випустила щонайменше одну балістичну ракету по морю. Південна Корея стверджує, що ідентифікувала уламки від попереднього запуску як частину радянських ракети типу «земля-повітря» С-200 (SA-5 за класифікацією НАТО). |
| 18 листопада 2022  | Північна Корея випустила щонайменше одну балістичну ракету по морю. Вважається, що це був перший успішний повний політ ракети Хвасон-17. Ракета впала у виключній економічній зоні Японії. |
| 18 грудня 2022     | Запуск двох балістичних ракет малої дальності. |
| 23 грудня 2022     | Запуск двох балістичних ракет малої дальності. |
| 31 грудня 2022     | Запуск трьох балістичних ракет малої дальності, які пролетіли приблизно 350 кілометрів. |
| 18 лютого 2023     | Запуск міжконтинентальної балістичної ракети Хвасон-15. |
| 20 лютого 2023     | Запущено дві балістичні ракети. |
| 24 лютого 2023     | Запущено чотири стратегічні крилаті ракети Hwasal-2 біля східного узбережжя |
| 9 березня 2023     | Випробувано щонайменше шість ракет малої дальності. Державні ЗМІ Північної Кореї опублікували фотографії Кім Чен Ина, що відвідав випробування разом зі своєю дочкою. |
| 11 березня 2023    | Запущено кілька крилатих ракет з підводного човна. Це був перший запуск Північною Кореєю крилатих (а не балістичних) ракет з субмарини, а також перший запуск Північною Кореєю кількох ракет підводного човна під час одного випробування. |
| 14 березня 2023    | Запущено дві ракети малої дальності. |
| 16 березня 2023    | Запуск міжконтинентальної балістичної ракети. |
| 19 березня 2023    | Запущено ракету малої дальності. |
| 22 березня 2023    | Запущено кілька крилатих ракет. |
| 27 березня 2023    | Запущено дві ракети малої дальності. Японські офіційні особи вказали, що ракети мали непостійну траєкторію, припускаючи, що вони могли бути керованими |
| 13 квітня 2023     | Запущено невизначену балістичну ракету великої дальності. На японському острові Хоккайдо спрацював сигнал системи раннього попередження J-Alert з закликом до мешканців негайно вкритися у сховищах. Пролетівши близько 1000 км, ракета зникла з радарів, очевидно, впавши у море. |
| 13 липня 2023      | Північна Корея випробувала свою останню міжконтинентальну балістичну ракету Хвасон-18, заявивши, що ця зброя є основою її ядерної ударної сили та попередженням для Сполучених Штатів та інших супротивників. |
| 21 листопада 2023  | Запуск з Сохе ракети Chollima-1 із розвідувальним супутником Malligyong-1. При запуску був присутний особисто Кім Чен Ин. Невідомо, чи досяг супутник орбіти і над якою територією він пролетів. |
| 18 грудня 2023     | Північна Корея запустила свою найсучаснішу на сьогоднішній день міжконтинентальну балістичну ракету, яка подолала відстань близько 1000 км протягом 73 хвилин |
| 27 червня 2024     | Північна Корея заявляє про успішну розробку ракети з роздільною головною частиною. |
| 18 вересня 2024    | Запуск кількох балістичних ракет малої дальності, які пролетіли близько 400 км. |
| 31 жовтня 2024     | Випробування невизначеної МБР. |